# Eighties Coming Back
"Eighties Coming Back" hette Estlands bidrag i Eurovision Song Contest 2003, och sjöngs på engelska av Ruffus. 
Låten startade som 23:a ut den kvällen, efter Belgiens Urban Trad med "Sanomi" och före Rumäniens Nicola med "Don't Break My Heart"). Vid slutet av omröstningen hade låten fått 14 poäng, och hamnade på 21:a plats av 26. 
En coverversion har spelats in av Dave Benton.